# Astragalus algerianus
Astragalus algerianus är en ärtväxtart som beskrevs av Edmund Perry Sheldon. Astragalus algerianus ingår i släktet vedlar, och familjen ärtväxter. Inga underarter finns listade i Catalogue of Life.